# 2008-as labdarúgó-Európa-bajnokság (selejtező – C csoport)
A 2008-as labdarúgó-Európa-bajnokság selejtezőjének C csoportjának mérkőzéseit tartalmazó lapja. A csoportban Görögország, Törökország, Norvégia, Bosznia-Hercegovina, Magyarország, Moldova, és Málta szerepelt. A csapatok körmérkőzéses, oda-visszavágós rendszerben játszottak egymással.
Görögország és Törökország kijutott az Európa-bajnokságra.

## Tabella
| Hely. | Csapat              | M  | Gy | D | V | G+ | G– | Gk  | P  | Továbbjutás                           |     | Görögország | Törökország | Norvégia | Bosznia-Hercegovina | Moldova | Magyarország | Málta |
| ----- | ------------------- | -- | -- | - | - | -- | -- | --- | -- | ------------------------------------- | --- | ----------- | ----------- | -------- | ------------------- | ------- | ------------ | ----- |
| 1.    | Görögország         | 12 | 10 | 1 | 1 | 25 | 10 | +15 | 31 | Kijutott a 2008-as Európa-bajnokságra |     | —           | 1–4         | 1–0      | 3–2                 | 2–1     | 2–0          | 5–0   |
| 2.    | Törökország         | 12 | 7  | 3 | 2 | 25 | 11 | +14 | 24 | Kijutott a 2008-as Európa-bajnokságra |     | 0–1         | —           | 2–2      | 1–0                 | 5–0     | 3–0          | 2–0   |
| 3.    | Norvégia            | 12 | 7  | 2 | 3 | 27 | 11 | +16 | 23 |                                       |     | 2–2         | 1–2         | —        | 1–2                 | 2–0     | 4–0          | 4–0   |
| 4.    | Bosznia-Hercegovina | 12 | 4  | 1 | 7 | 16 | 22 | −6  | 13 |                                       | 0–4 | 3–2         | 0–2         | —        | 0–1                 | 1–3     | 1–0          |       |
| 5.    | Moldova             | 12 | 3  | 3 | 6 | 12 | 19 | −7  | 12 |                                       | 0–1 | 1–1         | 0–1         | 2–2      | —                   | 3–0     | 1–1          |       |
| 6.    | Magyarország        | 12 | 4  | 0 | 8 | 11 | 22 | −11 | 12 |                                       | 1–2 | 0–1         | 1–4         | 1–0      | 2–0                 | —       | 2–0          |       |
| 7.    | Málta               | 12 | 1  | 2 | 9 | 10 | 31 | −21 | 5  |                                       | 0–1 | 2–2         | 1–4         | 2–5      | 2–3                 | 2–1     | —            |       |

1. 1 2  Az egymás elleni pontszám (3) döntetlen. Egymás elleni gólkülönbség: Moldova +1, Magyarország −1.

## Mérkőzések
| 2006. szeptember 2. 18:15 (UTC+2) |

| Málta                 | 2–5               | Bosznia-Hercegovina                                                   |
| --------------------- | ----------------- | --------------------------------------------------------------------- |
| Pace 6' M. Mifsud 86' | (1–3) Jegyzőkönyv | Barbarez 4' Hrgović 10' Bartolović 45+1' Muslimović 49' Misimović 51' |

| Nemzeti Stadion, Ta’ Qali Nézőszám: 4000 Játékvezető: Thomas Vejlgaard (dán) |

| 2006. szeptember 2. 19:00 (UTC+2) |

| Magyarország        | 1–4               | Norvégia                                    |
| ------------------- | ----------------- | ------------------------------------------- |
| Gera 90' (11-esből) | (0–4) Jegyzőkönyv | Solskjær 15' 44' Strømstad 31' Pedersen 41' |

| Szusza Ferenc Stadion, Budapest Nézőszám: 10 500 Játékvezető: Pieter Vink (holland) |

| 2006. szeptember 2. 20:15 (UTC+3) |

| Moldova | 0–1               | Görögország      |
| ------- | ----------------- | ---------------- |
|         | (0–0) Jegyzőkönyv | Liberópulosz 78' |

| Zimbru Stadion, Chișinău Nézőszám: 10 500 Játékvezető: Matteo Trefoloni (olasz) |

| 2006. szeptember 6. 19:00 (UTC+2) |

| Norvégia                  | 2–0               | Moldova |
| ------------------------- | ----------------- | ------- |
| Strømstad 74' Iversen 79' | (0–0) Jegyzőkönyv |         |

| Ullevaal Stadion, Oslo Nézőszám: 23 848 Játékvezető: Hristo Ristoskov (bolgár) |

| 2006. szeptember 6. 20:00 (UTC+2) |

| Törökország         | 2–0               | Málta |
| ------------------- | ----------------- | ----- |
| Nihat 56' Tümer 77' | (0–0) Jegyzőkönyv |       |

| Commerzbank-Arena, Frankfurt (Németország) Nézőszám: 0 Játékvezető: Bernardino González Vázquez (spanyol) |

| 2006. szeptember 6. 20:15 (UTC+2) |

| Bosznia-Hercegovina      | 1–3               | Magyarország                              |
| ------------------------ | ----------------- | ----------------------------------------- |
| Misimović 64' (11-esből) | (0–1) Jegyzőkönyv | Huszti 36' (11-esből) Gera 46' Dárdai 49' |

| Bilino Polje, Zenica Nézőszám: 18 000 Játékvezető: Kósztasz Kapitanísz (ciprusi) |

| 2006. október 7. 19:00 (UTC+3) |

| Moldova                     | 2–2               | Bosznia-Hercegovina     |
| --------------------------- | ----------------- | ----------------------- |
| Rogaciov 13' 32' (11-esből) | (2–0) Jegyzőkönyv | Misimović 63' Grlić 68' |

| Zimbru Stadion, Chișinău Nézőszám: 11 000 Játékvezető: Hervé Piccirillo (francia) |

| 2006. október 7. 19:00 (UTC+2) |

| Magyarország | 0–1               | Törökország |
| ------------ | ----------------- | ----------- |
|              | (0–1) Jegyzőkönyv | Tuncay 41'  |

| Puskás Ferenc Stadion, Budapest Nézőszám: 9500 Játékvezető: Alain Hamer (luxemburgi) |

| 2006. október 7. 21:30 (UTC+3) |

| Görögország    | 1–0               | Norvégia |
| -------------- | ----------------- | -------- |
| Kacuránisz 33' | (1–0) Jegyzőkönyv |          |

| Karaiszkákisz Stadion, Athén Nézőszám: 25 000 Játékvezető: Ľuboš Micheľ (szlovák) |

| 2006. október 11. 19:15 (UTC+2) |

| Málta            | 2–1               | Magyarország  |
| ---------------- | ----------------- | ------------- |
| Schembri 14' 53' | (1–1) Jegyzőkönyv | Torghelle 19' |

| Nemzeti Stadion, Ta’ Qali Nézőszám: 3500 Játékvezető: Johny Ver Eecke (belga) |

| 2006. október 11. 20:00 (UTC+2) |

| Törökország                                 | 5–0               | Moldova |
| ------------------------------------------- | ----------------- | ------- |
| Şükür 35' 37' (11-esből) 43' 73' Tuncay 68' | (3–0) Jegyzőkönyv |         |

| Commerzbank-Arena, Frankfurt (Németország) Nézőszám: 0 Játékvezető: Nicolai Vollquartz (dán) |

| 2006. október 11. 19:15 (UTC+2) |

| Bosznia-Hercegovina | 0–4               | Görögország                                                             |
| ------------------- | ----------------- | ----------------------------------------------------------------------- |
|                     | (0–1) Jegyzőkönyv | Harisztéasz 8' (11-esből) Pacadzóglu 82' Szamarász 85' Kacuránisz 90+4' |

| Bilino Polje, Zenica Nézőszám: 10 000 Játékvezető: Jurij Baszkakov (orosz) |

| 2007. március 24. 19:00 (UTC+2) |

| Moldova      | 1–1               | Málta      |
| ------------ | ----------------- | ---------- |
| Epureanu 85' | (0–0) Jegyzőkönyv | Mallia 73' |

| Zimbru Stadion, Chișinău Nézőszám: 10 000 Játékvezető: Vusal Aliyev (azeri) |

| 2007. március 24. 19:00 (UTC+1) |

| Norvégia             | 1–2               | Bosznia-Hercegovina          |
| -------------------- | ----------------- | ---------------------------- |
| Carew 50' (11-esből) | (0–2) Jegyzőkönyv | Misimović 18' Muslimović 33' |

| Ullevaal Stadion, Oslo Nézőszám: 16 987 Játékvezető: Michael Riley (angol) |

| 2007. március 24. 21:30 (UTC+2) |

| Görögország   | 1–4               | Törökország                                  |
| ------------- | ----------------- | -------------------------------------------- |
| Kirjiákosz 6' | (1–1) Jegyzőkönyv | Tuncay 27' Gökhan 55' Tümer 70' Gökdeniz 81' |

| Karaiszkákisz Stadion, Athén Nézőszám: 34 000 Játékvezető: Wolfgang Stark (német) |

| 2007. március 28. 18:00 (UTC+2) |

| Magyarország        | 2–0               | Moldova |
| ------------------- | ----------------- | ------- |
| Priskin 9' Gera 63' | (1–0) Jegyzőkönyv |         |

| Szusza Ferenc Stadion, Budapest Nézőszám: 6200 Játékvezető: Martin Ingvarsson (svéd) |

| 2007. március 28. 19:30 (UTC+2) |

| Málta | 0–1               | Görögország              |
| ----- | ----------------- | ------------------------ |
|       | (0–0) Jegyzőkönyv | Baszinász 66' (11-esből) |

| Nemzeti Stadion, Ta’ Qali Nézőszám: 15 000 Játékvezető: Pedro Proença (portugál) |

| 2007. március 28. 20:00 (UTC+2) |

| Törökország            | 2–2               | Norvégia                |
| ---------------------- | ----------------- | ----------------------- |
| Hamit Altıntop 72' 90' | (0–2) Jegyzőkönyv | Brenne 31' Andresen 40' |

| Commerzbank-Arena, Frankfurt (Németország) Nézőszám: 0 Játékvezető: Stefano Farina (olasz) |

| 2007. június 2. 21:30 (UTC+3) |

| Görögország                 | 2–0               | Magyarország |
| --------------------------- | ----------------- | ------------ |
| Gékasz 16' Szeitarídisz 29' | (2–0) Jegyzőkönyv |              |

| Pankritio Stadium, Iráklio Nézőszám: 16 000 Játékvezető: Claus Bo Larsen (dán) |

| 2007. június 2. 20:00 (UTC+2) |

| Bosznia-Hercegovina                     | 3–2               | Törökország         |
| --------------------------------------- | ----------------- | ------------------- |
| Muslimović 27' Džeko 45+2' Ćustović 90' | (2–2) Jegyzőkönyv | Şükür 13' Sabri 39' |

| Asim Ferhatović Hase, Szarajevó Nézőszám: 20 000 Játékvezető: Peter Fröjdfeldt (svéd) |

| 2007. június 2. 20:05 (UTC+2) |

| Norvégia                                       | 4–0               | Málta |
| ---------------------------------------------- | ----------------- | ----- |
| Hæstad 31' Helstad 73' Iversen 79' Riise 90+1' | (1–0) Jegyzőkönyv |       |

| Ullevaal Stadion, Oslo Nézőszám: 16 364 Játékvezető: Jacek Granat (lengyel) |

| 2007. június 6. 19:00 (UTC+2) |

| Norvégia                              | 4–0               | Magyarország |
| ------------------------------------- | ----------------- | ------------ |
| Iversen 22' Braaten 57' Carew 60' 78' | (1–0) Jegyzőkönyv |              |

| Ullevaal Stadion, Oslo Nézőszám: 19 198 Játékvezető: Eduardo Iturralde González (spanyol) |

| 2007. június 6. 20:15 (UTC+2) |

| Bosznia-Hercegovina | 1–0               | Málta |
| ------------------- | ----------------- | ----- |
| Muslimović 6'       | (1–0) Jegyzőkönyv |       |

| Asim Ferhatović Hase, Szarajevó Nézőszám: 15 000 Játékvezető: Ceri Richards (walesi) |

| 2007. június 6. 21:30 (UTC+3) |

| Görögország                        | 2–1               | Moldova    |
| ---------------------------------- | ----------------- | ---------- |
| Harisztéasz 30' Liberópulosz 90+5' | (1–0) Jegyzőkönyv | Frunză 80' |

| Pankritio Stadium, Iráklio Nézőszám: 22 000 Játékvezető: Jan Wegereef (holland) |

| 2007. szeptember 8. 16:00 (UTC+2) |

| Magyarország        | 1–0               | Bosznia-Hercegovina |
| ------------------- | ----------------- | ------------------- |
| Gera 39' (11-esből) | (1–0) Jegyzőkönyv |                     |

| Sóstói Stadion, Székesfehérvár Nézőszám: 10 877 Játékvezető: Matteo Trefoloni (olasz) |

| 2007. szeptember 8. 19:30 (UTC+2) |

| Málta                 | 2–2               | Törökország                   |
| --------------------- | ----------------- | ----------------------------- |
| Said 41' Schembri 76' | (1–1) Jegyzőkönyv | Halil Altıntop 45' Servet 78' |

| Nemzeti Stadion, Ta’ Qali Nézőszám: 18 000 Játékvezető: Stefan Messner (osztrák) |

| 2007. szeptember 8. 21:00 (UTC+3) |

| Moldova | 0–1               | Norvégia    |
| ------- | ----------------- | ----------- |
|         | (0–0) Jegyzőkönyv | Iversen 49' |

| Zimbru Stadion, Chișinău Nézőszám: 15 000 Játékvezető: Robert Małek (lengyel) |

| 2007. szeptember 12. 19:00 (UTC+2) |

| Norvégia            | 2–2               | Görögország       |
| ------------------- | ----------------- | ----------------- |
| Carew 15' Riise 39' | (2–2) Jegyzőkönyv | Kirjiákosz 7' 30' |

| Ullevaal Stadion, Oslo Nézőszám: 24 080 Játékvezető: Massimo Busacca (svájci) |

| 2007. szeptember 12. 20:30 (UTC+3) |

| Törökország                                 | 3–0               | Magyarország |
| ------------------------------------------- | ----------------- | ------------ |
| Gökhan 68' Aurélio 72' Halil Altıntop 90+3' | (0–0) Jegyzőkönyv |              |

| BJK İnönü Stadium, Isztambul Nézőszám: 28 020 Játékvezető: Stuart Dougal (skót) |

| 2007. szeptember 12. 20:00 (UTC+2) |

| Bosznia-Hercegovina | 0–1               | Moldova    |
| ------------------- | ----------------- | ---------- |
|                     | (0–1) Jegyzőkönyv | Bugaev 22' |

| Asim Ferhatović Hase Stadium, Szarajevó Nézőszám: 4000 Játékvezető: Jouni Hyytiä (finn) |

| 2007. október 13. 16:20 (UTC+2) |

| Magyarország            | 2–0               | Málta |
| ----------------------- | ----------------- | ----- |
| Feczesin 34' Tőzsér 77' | (1–0) Jegyzőkönyv |       |

| Szusza Ferenc Stadion, Budapest Nézőszám: 6000 Játékvezető: Karen Nalbandján (örmény) |

| 2007. október 13. 21:00 (UTC+3) |

| Moldova    | 1–1               | Törökország |
| ---------- | ----------------- | ----------- |
| Frunză 11' | (1–0) Jegyzőkönyv | Ümit 63'    |

| Zimbru Stadion, Chișinău Nézőszám: 10 500 Játékvezető: Martin Atkinson (angol) |

| 2007. október 13. 21:30 (UTC+3) |

| Görögország                                 | 3–2               | Bosznia-Hercegovina      |
| ------------------------------------------- | ----------------- | ------------------------ |
| Harisztéasz 10' Gékasz 57' Liberópulosz 72' | (1–0) Jegyzőkönyv | Hrgović 54' Ibišević 90' |

| Olimpiai Stadion, Athén Nézőszám: 35 000 Játékvezető: Grzegorz Gilewski (lengyel) |

| 2007. október 17. 19:30 (UTC+2) |

| Málta                               | 2–3               | Moldova                              |
| ----------------------------------- | ----------------- | ------------------------------------ |
| Scerri 71' M. Mifsud 84' (11-esből) | (0–3) Jegyzőkönyv | Bugaev 24' (11-esből) Frunză 31' 35' |

| Nemzeti Stadion, Ta’ Qali Nézőszám: 10 000 Játékvezető: Igorj Ishchenko (ukrán) |

| 2007. október 17. 20:30 (UTC+3) |

| Törökország | 0–1               | Görögország     |
| ----------- | ----------------- | --------------- |
|             | (0–0) Jegyzőkönyv | Amanatídisz 79' |

| Ali Sami Yen Stadium, Isztambul Nézőszám: 24 000 Játékvezető: Manuel Mejuto González (spanyol) |

| 2007. október 17. 20:30 (UTC+2) |

| Bosznia-Hercegovina | 0–2               | Norvégia              |
| ------------------- | ----------------- | --------------------- |
|                     | (0–1) Jegyzőkönyv | Hagen 5' B. Riise 74' |

| Asim Ferhatović Hase Stadium, Szarajevó Nézőszám: 1500 Játékvezető: Stéphane Lannoy (francia) |

| 2007. november 17. 19:00 (UTC+2) |

| Moldova                          | 3–0               | Magyarország |
| -------------------------------- | ----------------- | ------------ |
| Bugaev 13' Josan 23' Alexeev 86' | (2–0) Jegyzőkönyv |              |

| Zimbru Stadion, Chișinău Nézőszám: 6483 Játékvezető: Pavel Královec (cseh) |

| 2007. november 17. 19:00 (UTC+1) |

| Norvégia  | 1–2               | Törökország        |
| --------- | ----------------- | ------------------ |
| Hagen 12' | (1–1) Jegyzőkönyv | Emre 31' Nihat 59' |

| Ullevaal Stadion, Oslo Nézőszám: 24 080 Játékvezető: Markus Merk (német) |

| 2007. november 17. 21:30 (UTC+2) |

| Görögország                                      | 5–0               | Málta |
| ------------------------------------------------ | ----------------- | ----- |
| Gékasz 32' 72' 74' Baszinász 54' Amanatídisz 61' | (1–0) Jegyzőkönyv |       |

| Olimpiai Stadion, Athén Nézőszám: 35 000 Játékvezető: Sten Kaldama (észt) |

| 2007. november 21. 20:00 (UTC+1) |

| Málta         | 1–4               | Norvégia                                    |
| ------------- | ----------------- | ------------------------------------------- |
| M. Mifsud 53' | (0–3) Jegyzőkönyv | Iversen 25' 27' (11-esből) 45' Pedersen 75' |

| Nemzeti Stadion, Ta’ Qali Nézőszám: 6000 Játékvezető: Jurij Baszkakov (orosz) |

| 2007. november 21. 21:00 (UTC+2) |

| Törökország | 1–0               | Bosznia-Hercegovina |
| ----------- | ----------------- | ------------------- |
| Nihat 43'   | (1–0) Jegyzőkönyv |                     |

| Ali Sami Yen Stadium, Isztambul Nézőszám: 22 000 Játékvezető: Eric Braamhaar (holland) |

| 2007. november 21. 20:15 (UTC+1) |

| Magyarország | 1–2               | Görögország                                  |
| ------------ | ----------------- | -------------------------------------------- |
| Buzsáky 7'   | (1–1) Jegyzőkönyv | Vanczák 22' (öngól) Baszinász 59' (11-esből) |

| Puskás Ferenc Stadion, Budapest Nézőszám: 32 300 Játékvezető: Robert Styles (angol) |